# Rally Caminos del Inca 2015
El Rally Caminos del Inca del 2015 Eduardo Dibós Silva, es la 45.ª edición de la carrera de rally más tradicional e importante dentro del territorio peruano, se está realizando entre el 10 y 18 de octubre de este año. Esta edición se rinde homenaje a don Eduardo Dibós Silva, triple campeón del torneo durante los años 2000. 2001 y 2002; además de presidente del Automóvil Club Peruano, quien recientemente falleció. En esta edición el recorrido en general vuelve a su itinerario original (Lima - Huancayo  - Ayacucho - Cuzco - Arequipa y Lima) modificando cambios en torno al punto de partida inicial, siendo la localidad de Huaral, ciudad ubicada al norte de Lima, como punto de inicio de la carrera, agregando con ello un nuevo trazado en la primera etapa hacia la ciudad de Huancayo, además de modifiaciones en la segunda etapa (Huancayo - Ayacucho). La organización del evento está a cargo del Automóvil Club Peruano, que junto al patrocinio de empresas privadas se encarga de la logística general y premiación a los ganadores.

## Etapas
| Etapa | Fecha         | Desde                       | Hasta                       |
| ----- | ------------- | --------------------------- | --------------------------- |
| 1     | 10 de octubre | Huaral                      | Huancayo                    |
|       | 11 de octubre | Día de descanso en Huancayo | Día de descanso en Huancayo |
| 2     | 12 de octubre | Huancayo                    | Ayacucho                    |
|       | 13 de octubre | Día de descanso en Ayacucho | Día de descanso en Ayacucho |
| 3     | 14 de octubre | Ayacucho                    | Cuzco                       |
|       | 15 de octubre | Día de descanso en Cusco    | Día de descanso en Cusco    |
| 4     | 16 de octubre | Cuzco                       | Arequipa                    |
|       | 17 de octubre | Día de descanso en Arequipa | Día de descanso en Arequipa |
| 5     | 18 de octubre | Arequipa                    | Lurín                       |

## Resultados por etapas[2]
| Etapa | Ganador de la etapa                     | Líder en la general                     |
| ----- | --------------------------------------- | --------------------------------------- |
| 1     | Jose Luis Tommasini Juan Pedro Cillóniz | Jose Luis Tommasini Juan Pedro Cillóniz |
| 2     | Jose Luis Tommasini Juan Pedro Cillóniz | Jose Luis Tommasini Juan Pedro Cillóniz |
| 3     | Jhon Navarro G. Raúl Orlandini Griswold | Jose Luis Tommasini Juan Pedro Cillóniz |
| 4     | Jose Luis Tommasini Juan Pedro Cillóniz | Jose Luis Tommasini Juan Pedro Cillóniz |
| 5     | Richard Palomino O. Adolfo Espinosa S.  | Jose Luis Tommasini Juan Pedro Cillóniz |

## Clasificaciones finales[3]
- Diez primeros clasificados en todas las categorías en competencia.
| Rank. | Piloto                      | Copiloto               | Automóvil            | Tiempo   | Diferencia |
| ----- | --------------------------- | ---------------------- | -------------------- | -------- | ---------- |
| 1     | José Luis Tommasini S.      | Juan Pedro Cillóniz D. | Mitsubishi Evo IX    | 19:13:13 | -----      |
| 2     | José Luis Peceros P.        | Edwin Arone Q.         | Mitsubishi Outlander | 20:10:53 | + 00:57:40 |
| 3     | Richard Palomino O.         | Adolfo Espinosa S.     | Mitsubishi Evo IX    | 20:21:18 | + 01:08:05 |
| 4     | Eduardo Medina              | Pabel Medina           | Subaru Impreza       | 20:40:06 | + 01:26:53 |
| 5     | Carlos Enrique Fernández F. | Manuel NúñezB.         | Mitsubishi Evo III   | 20:43:12 | + 01:29:59 |
| 6     | Diego Weber R.              | Armando Subobono       | Toyota Tacoma        | 20:53:45 | + 01:40:32 |
| 7     | Nicólas Traverso C.         | Javier Bailón D.       | Toyota Hilux         | 21:02:01 | + 01:48:48 |
| 8     | Roberto Pardo R.            | Francisco Pardo C.     | Volkswagen Amarok    | 21:20:58 | + 02:07:45 |
| 9     | Víctor Cárdenas O.          | Paul Lewin V.          | Toyota Corolla Xe    | 21:23:17 | + 21:10:04 |
| 10    | Fausto Farfán D.            | Danny Farfán Y.        | Mitsubishi Evo VII   | 21:26:59 | + 02:13:46 |